# Finsterwalde
Finsterwalde, in lusaziano inferiore Grabin, è una città di 15 864 abitanti del Brandeburgo, in Germania. È il centro maggiore, ma non il capoluogo, del circondario dell'Elba-Elster.
Dal 16 maggio 2013 la città si fregia del titolo di Sängerstadt ("città dei cantanti").

## Geografia fisica
Finsterwalde sorge nella parte sud-orientale del circondario, ai confini con la Sassonia. Dista 109 km da Berlino, 78 da Dresda, 53 da Cottbus e 109 da Lipsia.

## Storia
Fino al 1993 Finsterwalde è stata capoluogo del circondario omonimo (targa FI), poi confluito assieme ai circondari di Bad Liebenwerda e Herzberg (Elster) nell'Elbe-Elster.
Il 20 settembre 1993 venne annesso alla città di Finsterwalde il comune di Sorno.

## Società

### Evoluzione demografica
- Sviluppo della popolazione dal 1875 entro gli attuali confini (Linea Blu: Popolazione; Linea puntata: Confronto dello sviluppo della popolazione dello stato del Brandenburgo; Sfondo grigio: Ai tempi del governo nazista; Sfondo rosso: Al tempo del governo comunista)
- Sviluppo recente della popolazione (Linea blu) e previsioni

| Anno | Abitanti |
| ---- | -------- |
| 1875 | 10 098   |
| 1890 | 11 466   |
| 1910 | 17 297   |
| 1925 | 17 474   |
| 1933 | 18 072   |
| 1939 | 20 120   |
| 1946 | 22 613   |
| 1950 | 22 374   |
| 1964 | 23 609   |
| 1971 | 23 976   |
| 1981 | 24 870   |

| Anno | Abitanti |
| ---- | -------- |
| 1985 | 24 781   |
| 1989 | 24 427   |
| 1990 | 23 777   |
| 1991 | 23 019   |
| 1992 | 22 985   |
| 1993 | 22 556   |
| 1994 | 22 029   |
| 1995 | 21 744   |
| 1996 | 21 457   |
| 1997 | 21 343   |

| Anno | Abitanti |
| ---- | -------- |
| 1998 | 20 908   |
| 1999 | 20 482   |
| 2000 | 20 103   |
| 2001 | 19 704   |
| 2002 | 19 378   |
| 2003 | 19 152   |
| 2004 | 18 985   |
| 2005 | 18 693   |
| 2006 | 18 516   |
| 2007 | 18 162   |

| Anno | Abitanti |
| ---- | -------- |
| 2008 | 17 861   |
| 2009 | 17 517   |
| 2010 | 17 407   |
| 2011 | 16 876   |
| 2012 | 16 680   |
| 2013 | 16 561   |
| 2014 | 16 407   |
| 2015 | 16 548   |
| 2016 | 16 497   |
| 2017 | 16 409   |

| Anno | Abitanti |
| ---- | -------- |
| 2018 | 16 220   |
| 2019 | 16 068   |
| 2020 | 15 968   |

Fonti dei dati sono nel dettaglio nelle Wikimedia Commons..

## Geografia antropica
Alla città di Finsterwalde appartengono le frazioni (Ortsteil) di Pechhütte e Sorno.

## Amministrazione

### Gemellaggi
Finsterwalde è gemellata con:
- Montataire, dal 1962
- Eppelborn, dal 1992
- Finspång, dal 2002

Finsterwalde intrattiene "relazioni di partenariato" (Partnerschaftliche Beziehungen) con:
- Dzierzgoń
- Paesi Bassi
- Sønderborg
- Salaspils